# Giorgio de Stefani
Giorgio de Stefani, född 24 februari 1904 i Verona i Italien, död 22 oktober 1992, var en italiensk ambidexter tennisspelare.

## Tenniskarriären
Giorgio de Stefani var flerfaldig italiensk mästare i tennis. Sin största internationella framgång noterade han 1932 då han nådde singelfinalen i Grand Slam-turneringen Franska mästerskapen där han ställdes mot den franske "musketören" Henri Cochet. Fransmannen vann mötet med 6-0, 6-4, 4-6, 6-3. 

### Davis Cup-spelaren
Giorgio de Stefani deltog i det italienska Davis Cup-laget 1927-35 och 1937-39. Han spelade totalt 66 matcher av vilka han vann 44. Fyrtioen av vinsterna vann han i singel. Det italienska laget nådde under perioden som bäst interzonfinal 1930 mot USA som vann med 4-1 i matcher. Mötet ägde rum på Roland Garros-stadion i Paris. De Stefani förlorade där båda sina singlar mot Wilmer Allison och George Lott. Matchen mot Allison blev mycket spännande. I det andra setet hade de Stefani fyra setbollar mot sig, men lyckades ändå vinna setet. I det fjärde setet ledde de Stefani med 5-2 och hade dessutom två matchbollar. Allison lyckades vända och vinna setet. I det femte och avgörande setet ledde de Stefani med 5-1 i game och hade hela 16 matchbollar, innan Allison mirakulöst lyckades vända och vinna matchen med 4-6, 7-9, 6-4, 8-6, 10-8. Som DC-spelare noterade de Stefani segrar mot storspelare som Harry Hopman, Henner Henkel, Fred Perry och Jiro Sato.

## Verksamhet efter tenniskarriären
De Stefani var under perioden 1958-69 president i det italienska tennisförbundet. Han var också medlem i organisationskommittéerna för de olympiska spelen i Cortina 1956 och i Rom 1960. 